# Карьялайнен, Куста
Куста Фредрик Карьялайнен (фин. Kustaa Fredrik Karjalainen; 21 августа 1871 Каяани — 5 сентября 1919 Ловийса) — финский учёный-филолог, хантывед, составитель первого большого хантыйско-иноязычного словаря.

## Биография
Родился 21 августа 1871 года в Каяани (Финляндия) в семье рабочего.
В 1892 году окончил лицей в Куопио с правом поступления в университет.
В 1897 году защитил бакалаврскую диссертацию по философии, а в 1904 году — лиценциат в университете Хельсинки.
С 1904 года работал на историко-филологической кафедре в качестве секретаря, а с 1905 года в качестве адъюнкт-профессора (доцента) финно-угорских языков. Кроме того, с 1905 по 1913 годы был лектором финского языка.
Начиная с 1894 года совершил несколько лингвистических экспедиций по Беломорской Карелии. В 1895 году посетил тверских карело-финнов, в 1897 году совершил поездку в Рукаярви, а с 1898 по 1902 годы занимался сбором хантыйской лексики в Сибири (Тобольск, Томск).
Скончался 5 сентября 1919 года в Ловийса.
В 1950-е годы по просьбе финно-угорского общества Финляндии нерасшифрованные тексты, записанные в конце XIX века Карьялайненом, перевёл его российский последователь Николай Иванович Терёшкин.   

## Семья
- Отец — Адольф Карьялайнен (фин. Adolf Karjalainen)
- Мать — Ева Контио (фин. Eva Gustava Kontio)
- Жена — Елса Клевен (фин. Elsa Maria Cleven) (женитьба в 1904 году)